# خلیج بورگاس
خلیج بورگاس (به لاتین: Gulf of Burgas) یک خلیج و خور (جغرافیا) در بلغارستان است که در دریای سیاه واقع شده‌است.